# Geraldo Assoviador
Geraldo Cleofas Dias Alves (Barão de Cocais, 16 de abril de 1954 — Rio de Janeiro, 26 de agosto de 1976), mais conhecido por Geraldo Assoviador, foi um futebolista brasileiro que atuou como meio-campista.
Uma das maiores revelações do futebol brasileiro nos anos 70, Geraldo era conhecido pelo seu excepcional controle de bola, visão de jogo e o futebol alegre. Por jogar cantarolando, ganhou o apelido de "assoviador". Para o historiador Luiz Antonio Simas, a maneira de ser de Geraldo era uma marca de sua brasilidade. “Esse hábito de jogar assoviando deu a Geraldo a fama de irresponsável, irreverente, descompromissado, chupa-sangue e outras baboseiras do gênero. Queriam que o neguinho Geraldo, mineiro de Barão de Cocais, se comportasse como um respeitável centro-médio europeu, de cenho franzido e olhar de touro brabo, uma espécie de candidato a meia direita da seleção da Escócia. Mas Geraldo era brasileiro”.
Sua morte prematura causou comoção no País. Principalmente entre os companheiros de profissão. Por conta disso, dias após sua morte, Geraldo foi homenageado com a disputa entre Flamengo e Seleção Brasileira de uma Taça que levou seu nome, com o objetivo de arrecadar dinheiro para sua família.

## Biografia
Nascido em Barão de Cocais-MG, Geraldo era um dos cinco rapazes, de um total de nove filhos, de uma família que pôs em campo cinco jogadores de futebol, dos quais três se destacaram. Lincoln, o mais velho, jogou no América e no Atlético mineiros, enquanto Washington atuou no rubro-negro como zagueiro central, mas só ele se tornou um astro maior.

### Carreira
Contemporâneo de Zico, Geraldo começou sua carreira nas divisões de base do Flamengo no final dos anos sessenta, e morava nas dependências do clube, no “Morro da Viúva”.
Um dia, o treinador Mário Jorge Lobo Zagallo descobriu seu futebol em um dos treinos do juvenil. No dia seguinte, Zagallo trouxe o garoto “assoviador” para treinar no elenco principal.
Com o clube, foi Campeão da Taça Guanabara de 1973 e campeão carioca de 1974.
Segundo o Almanaque do Flamengo, de Clóvis Martins e Roberto Assaf, Geraldo disputou 168 jogos com a camisa rubro-negra (94 vitórias, 40 empates, 34 derrotas) e marcou 13 gols.

### Seleção Brasileira
Geraldo estrou na seleção brasileira na Copa América de 1975.
Ao todo, fez sete jogos pela Seleção Brasileira.

### Falecimento
Com acompanhamento médico regular, como é comum aos atletas profissionais, descobriu-se que Geraldo tinha inflamações crônicas na garganta e o departamento médico do clube recomendou a retirada das amígdalas porque ela supostamente aceleraria a recuperação em contusões.
Geraldo não queria operar (anos mais tarde Zico revelaria que Geraldo tinha pavor de operações), mas aceitou pois "se não operasse, reforçaria a injusta fama de indisciplinado", relato do inseparável amigo Serginho, enfermeiro do Flamengo.
A contragosto de Geraldo, portanto, sua operação foi agendada para o dia 25 de agosto de 1976. Porém, por questões burocráticas, Geraldo só foi internado no dia seguinte, desfalcando a equipe que jogara no dia anterior em Fortaleza contra o Ceará.
Geraldo deu entrada no Hospital Rio-Cor, em Ipanema, para retirar as amígdalas quando o relógio marcava 7 horas da manhã do dia 26. Pouco tempo depois, o médico otorrinolaringologista Wilson Junqueira iniciou os procedimentos e aplicou o anestésico local.
Vinte minutos após o início da cirurgia, Geraldo se sentiu mal e seu coração parou. A equipe médica tentou reanimá-lo com injeções e choques elétricos.
As 10h30m Geraldo sofreu uma segunda parada cardíaca e faleceu vitimado por um choque anafilático causado pela anestesia.
No dia de seu enterro, em Barão de Cocais, a prefeitura decretou feriado e uma multidão de cerca de três mil pessoas acompanhou o sepultamento do seu filho mais ilustre. As bandeiras nacional e do município tremularam com uma faixa preta em sinal de luto.
A morte de Geraldo foi cercada de polêmicas. Sua mãe, Nilza Alves, recusou-se a aceitar como causa da morte uma parada cardíaca. O chefe da equipe médica que operou o jogador, Wilson Junqueira, disse na ocasião que a extração das amígdalas transcorrera sem problemas, mas que os distúrbios circulatórios começaram 20 minutos após a cirurgia, sem um motivo específico. Acrescentou que antecedentes de saúde poderiam ter provocado a morte.
O médico do Flamengo à época, Célio Cotechia, acredita que a parada cardíaca que vitimou Geraldo se deveu a uma intolerância orgânica à anestesia local ou a outros medicamentos ingeridos durante o
periodo de preparação para a operação. Ele assinou o atestado de óbito, e fez a ressalva de que sua explicação para a causa da morte do jogador poderia não ser definitiva. Afirmou ainda tratar-se de um caso rarissimo e que ele fazia questão de isentar de culpa a Clinica Rio-Cor e os médicos que
assistiram o jogador e não mediram esforços para salvá-lo.

## Características como jogador
Para muitos - como Oswaldo Brandão, Vanderlei Luxemburgo, dentre outros - Geraldo era melhor do que Zico. Oswaldo Brandão disse certa vez: “Ele é um menino que tem muito o que aprender em matéria de disciplina tática, mas carrega um potencial de craque, e por isso vou insistir com ele na Seleção Brasileira”, afirmou.
Zico afirma que Geraldo tinha um estilo refinado de jogar bola. "Geraldo jogava com a cabeça sempre em pé. Não olhava para a bola. Aliás, parecia até que tinha nojo dela. Era engraçado. Tinha muita habilidade". Ainda segundo Zico, ele só tinha um defeito como jogador: "Ele não gostava muito de chutar para o gol. Sempre preferiu fazer as jogadas e tocar para alguém. Teve um dia que ele fez uma fileira de adversários e saiu na cara do gol. O jogo era contra o Olaria. A partida estava empatada, já nos minutos finais. Então, eu tomei a bola dele e fiz o gol".

## Estatísticas

### Flamengo
| Ano   | Jogos | Gols Marcados | Média | Cartão Amarelo | Cartão Vermelho |
| 1973  | 17    | 0             | -     | -              | -               |
| 1974  | 59    | 4             | -     | -              | -               |
| 1975  | 64    | 6             | -     | -              | -               |
| 1976  | 29    | 3             | -     | -              | -               |
| Total | 169   | 13            | -     | -              | -               |

### Seleção Brasileira
| #  | Data       | Partida                        | Local                                                           | Torneio              | Ref.                 |
| -- | ---------- | ------------------------------ | --------------------------------------------------------------- | -------------------- | -------------------- |
| 01 | 30/09/1975 | Brasil 1–3 Peru                | Estádio do Mineirão, Belo Horizonte                             | Copa América de 1975 | [ 12 ]               |
| 02 | 04/10/1975 | Peru 0–2 Brasil                | Estádio Alejandro Villanueva, Lima                              | Copa América de 1975 | [ 12 ]               |
| 03 | 21/02/1976 | Brasil 1–0 Seleção Brasiliense | Centro Desportivo Presidente Emilio Garrastazu Médici, Brasília | Amistoso             | data=julho de 2022}} |
| 04 | 27/02/1976 | Argentina 1–2 Brasil           | Estádio Monumental de Nuñez, Buenos Aires                       | Copa Roca de 1976    | [ 12 ]               |
| 05 | 19/05/1976 | Brasil 2–0 Argentina           | Estádio do Maracanã, Rio de Janeiro                             | Copa Roca de 1976    | [ 12 ]               |
| 06 | 02/06/1976 | Brasil 4–3 Unam Pumas-MEX      | Candlestick Park, San Francisco                                 | Amistoso             | [carece de fontes?]  |
| 07 | 09/06/1976 | Brasil 3–1 Paraguai            | Estádio do Maracanã, Rio de Janeiro                             | Taça Oswaldo Cruz    | [ 12 ]               |

## Títulos
Flamengo
- Campeonato Carioca: 1974
- Taça Guanabara: 1973
- Taça Cidade do Rio de Janeiro: 1973
- Taça Rede Tupi de TV (RJ): 1973
- Taça Araribóia]] (RJ): 1973
- Taça Doutor Manoel dos Reis e Silva (RJ): 1973
- 3º Turno do Campeonato Carioca: 1974
- Taça Deputado José Garcia Neto (MT): 1974
- Taça Dr. Manoel dos Reis e Silva (GO): 1974
- Campeão da Taça Associação dos Servidores Civis do Brasil (RJ): 1974
- Troféu João Havelange (RJ): 1975
- Torneio Quadrangular de Goiás: 1975
- Torneio Quadrangular de Jundiaí (SP): 1975
- Taça José João Altafini "Mazola" (RJ): 1975
- Taça Jubileu de Prata da Rede Tupi de TV (DF): 1975
- Taça Nelson Rodrigues: 1976
- Torneio Quadrangular de Mato Grosso: 1976

Seleção Brasileira
- Taça do Atlântico: 1976
- Copa Roca: 1976